# Kaká Barbosa
José Carlos Carvalho Barbosa, mais conhecido como Kaká Barbosa (Recife, 12 de janeiro de 1966) é um empresário e político brasileiro atualmente sem partido.

## Carreira política
Iniciou sua carreira política em 2002 ao ser eleito deputado estadual pelo extinto PST. Foi reeleito deputado estadual em 2006, 2010 e 2014 pelo PTdoB.
Em 2018, Kaká Barbosa se filiou ao Partido Liberal (PL)., porém, em 2025 acabou sendo expulso do partido após divergências políticas e doutrinárias entre Kaká e a direção regional e nacional do PL. Um dos supostos motivos apontados para a saída de Kaká da legenda foi o divórcio conturbado do casamento do parlamentar com a deputada federal Sonize Barbosa, também ela filiada ao PL.
Em 2015, assumiu interinamente a presidência da Assembleia Legislativa, devido ao afastamento por ordem judicial do presidente Moisés Souza (PSC). Em fevereiro de 2016, com a cassação de Souza, Kaká assume efetivamente a presidência  da Assembleia, sendo reeleito para o mesmo cargo em 2017, 2019 e 2020.

## Denúncia e condenações judiciais
O deputado foi denunciado pelo MP-AP em 2014 por improbidade administrativa.  A ação foi ingressada na esfera cível e criminal, pelo recebimento ilegal de R$ 1,2 milhão em verbas indenizatórias indevidas no período de 2011 e 2012.
Entre o reembolso solicitado pelo deputado estava R$ 186 mil em locações de veículos com uma empresa de fachada em nome de uma pessoa morta. Pelo mesmo crime, o MP ainda denunciou, à época, o então presidente da Alap Moisés Souza (PSC) e o primeiro-secretário Edinho Duarte (PP).
Em 2017, O Tribunal de Justiça do Amapá (Tjap) condenou Kaká Barbosa por improbidade administrativa e determinou a devolução de R$ 472 mil aos cofres públicos.
Em junho de 2018, em decisão unânime da Câmara Única do Tribunal de Justiça do Amapá (Tjap), os desembargadores Sueli Pini, Manoel Brito e João Lages mantiveram uma decisão da 5ª Vara Cível e de Fazenda Pública de Macapá que determinou o bloqueio de R$ 568 mil das contas do deputado estadual. Em 2019, Kaká se tornou réu no processo.

## Desempenho em eleições
| Ano  | Eleição           | Coligação         | Partido | Candidata a       | Votos       | Resultado |
| ---- | ----------------- | ----------------- | ------- | ----------------- | ----------- | --------- |
| 2002 | Estadual do Amapá | PST, PSC, PHS, PV | PST     | Deputado Estadual | 2.134 (22º) | Eleito    |
| 2006 | Estadual do Amapá | PFL, PTdoB        | PTdoB   | Deputado Estadual | 5.746 (8º)  | Eleito    |
| 2010 | Estadual do Amapá | DEM, PTdoB        | PTdoB   | Deputado Estadual | 6,548 (10º) | Eleito    |
| 2014 | Estadual do Amapá | PTN, PTdoB        | PTdoB   | Deputado Estadual | 4.168 (21º) | Eleito    |
| 2018 | Estadual do Amapá | PR, PHS           | PR      | Deputado Estadual | 7.201 (4º)  | Eleito    |
| 2022 | Estadual do Amapá | Sem coligação     | PL      | Deputado Estadual | 7.453 (7º)  | Eleito    |